# Contra-alt
De contra-alt, of contralto, is de laagste vrouwelijke zangstem. In opera's komt deze stem maar zeer weinig voor. Er zijn maar weinig vrouwen die zo'n laag bereik hebben en daarom zijn er niet veel muziekstukken waarin een zangpartij voor een contra-alt is geschreven. Waar dit wel zo is, gaat het doorgaans om een zeer waardige en expressieve zangpartij.
De laatste jaren komt er meer aandacht voor de contra-alt en wordt er meer voor deze bijzondere zangstem gecomponeerd.

## Bekende contra-alten
Voorbeelden van bekende contra-alten (met een pagina op Wikipedia):
- Adele
- Marian Anderson
- Cher
- Lana Del Rey
- Gloria Estefan
- La Esterella
- Lisa Gerrard
- Aafje Heynis
- Diana Krall
- Zarah Leander
- Annie Lennox
- Amy Macdonald
- Shirley Manson
- Astrid Nijgh
- Maria Radner
- Hannah Reid
- Nathalie Stutzmann
- Florence Welch
- Amy Winehouse